# Groeve Bovenste Bosch

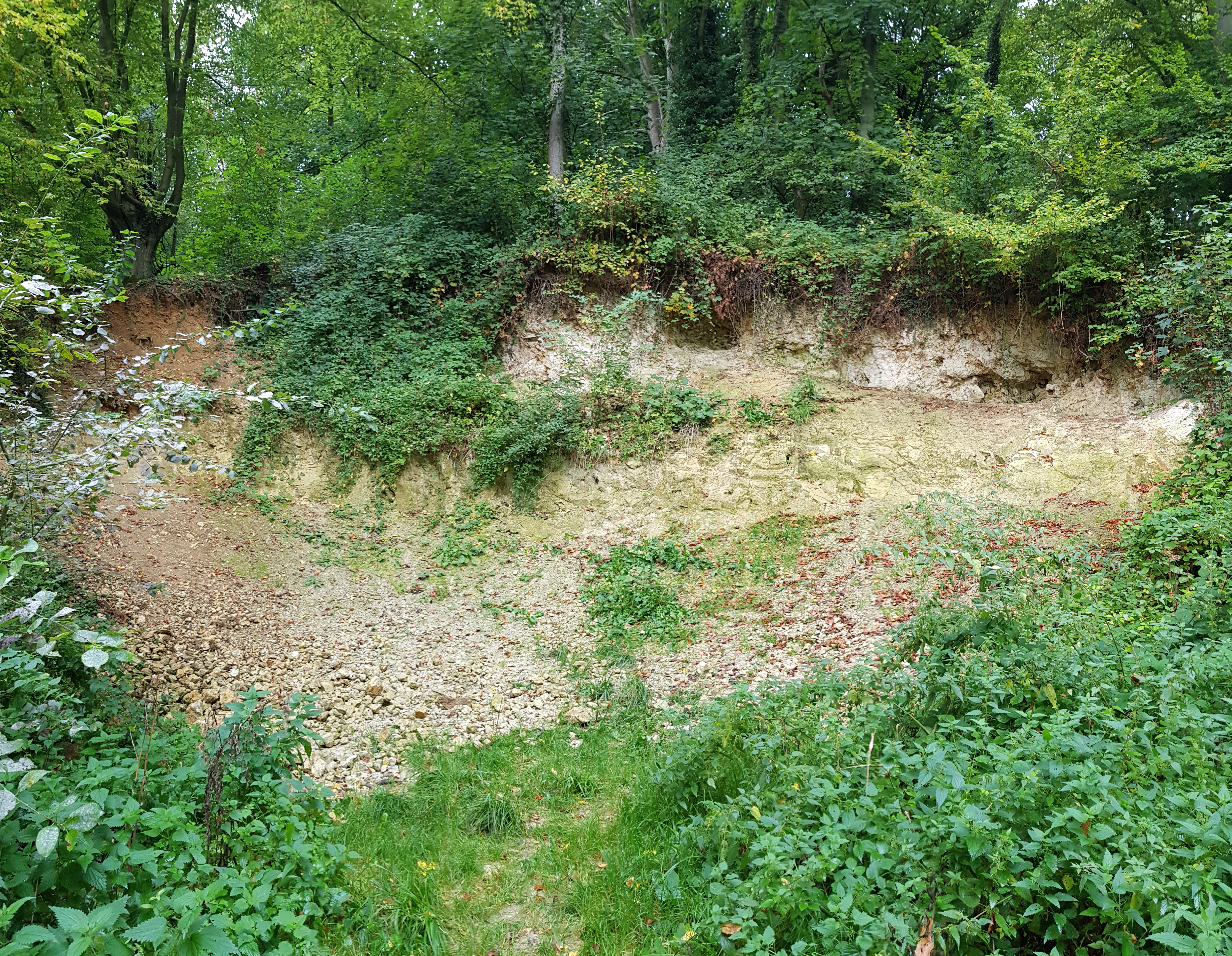
kalksteenwand van de Groeve Bovenste Bosch

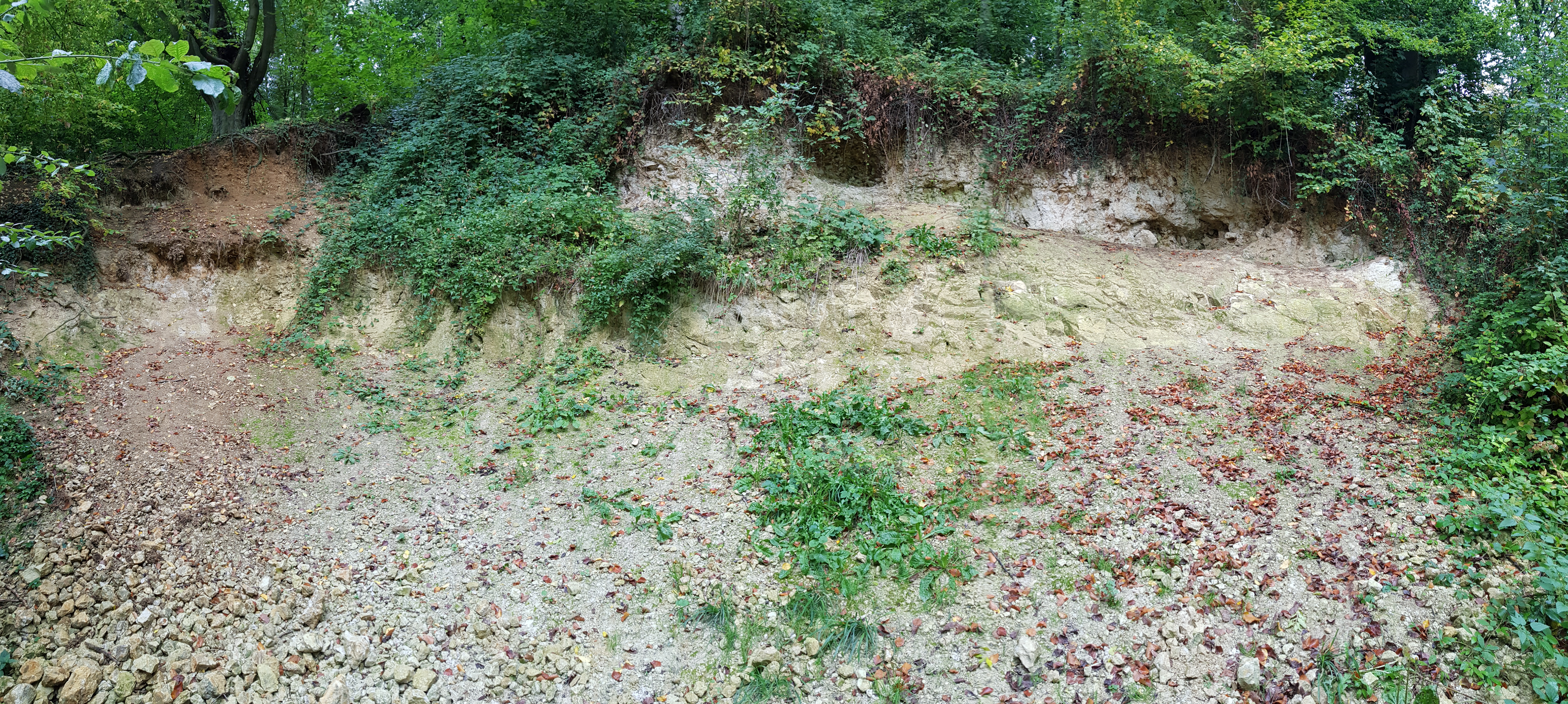

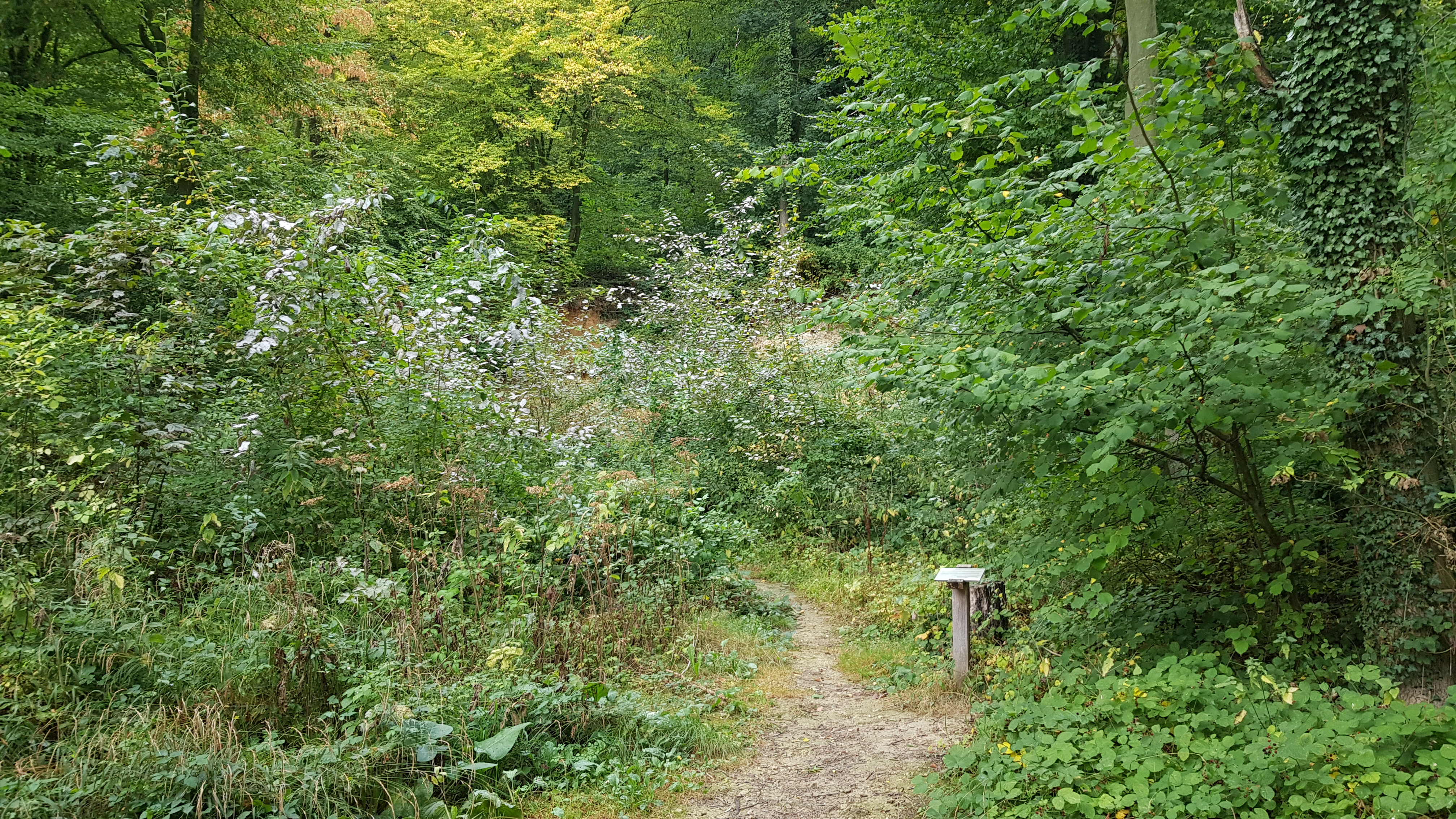
het pad naar de groeve in de zomer van 2019

De Groeve Bovenste Bosch is een Limburgse mergelgroeve en geologisch monument in Nederlands Zuid-Limburg in de gemeente Gulpen-Wittem. De dagbouwgroeve ligt ten zuidwesten van Epen nabij Terziet en Klein-Kullen, niet ver van de grens met België. De groeve ligt aan de oostrand van het Bovenste Bosch en oostelijker ontspringt lager op de helling de Terzieterbeek.
De groeve ligt in de oostelijke rand van het Plateau van Crapoel en hoog op de zuidwestelijke helling van het Geuldal.

## Geologie
De groeve is een van de weinige plaatsen waar er Kalksteen van Beutenaken uit de Formatie van Gulpen uit het Boven-Krijt ontsloten is. De Gulpense kalksteen in de groeve is zacht, fijnkorrelig, glauconiethoudend en wit van kleur. In de kalksteen komen lichtgrijze vuurstenen voor en worden er sporadisch fossielen aangetroffen.
Bovenop de Kalksteen van Beutenaken liggen de Horizont van Bovenste Bosch en de Kalksteen van Vijlen die niet in de groeve ontsloten worden. Deze kalksteen is ook glauconiethoudend, maar heeft een lichtgrijze kleur. Deze kalksteen is plaatselijk zeer rijk aan fossielen. Aan de onderkant van de kalksteenlaag ligt de Horizont van Bovenste Bosch die plaatselijk ook fossielrijk is aan rostra van belemnieten, het staartstuk van inktvisachtigen. De Groeve Bovenste Bosch bevat(te) vele van deze fossielen en wordt daarom een belemnietenkerkhof genoemd.
Bovenop de Kalksteen van Vijlen en op de hellingen van het Bovenste Bosch ligt er een dikke laag hellingpuin van verweringsleem en vuursteeneluvium. Dit eluvium is ontstaan doordat kalklagen met vuurstenen oplosten door de zuren in het water en alleen de vuurstenen achterbleven.
Onder de Kalksteen van Beutenaken liggen hier in de ondergrond achtereenvolgens de Horizont van Slenaken, de Kalksteen van Zevenwegen, op ongeveer tien meter diepte onder de groevebodem de Horizont van Zevenwegen en daaronder de Formatie van Vaals.